# Иркут-200
Иркут-200 — российский беспилотный летательный аппарат дистанционного зондирования. Предназначен для получения в реальном времени фото, телевизионного, тепловизионного изображений местности. Также может применяться для доставки компактных грузов массой до 50 килограммов. Длительность полёта составляет до 12 часов, а радиус действия — до 200 километров.
Комплекс в стандартной комплектации состоит из двух беспилотных летательных аппаратов и поста управления, смонтированного на автомобильном транспорте (в частности, на ЗИЛ-3250).

## Конструкция
БПЛА Иркут-200 собран по традиционной компоновке с прямым высокорасположенным крылом. Стабилизаторы расположены на хвостовой балке. Двигатель — винтовой, тянущий, так же расположен на хвостовой балке. Шасси — трёхстоечное, убирающееся в полёте. Фюзеляж каплевидный, с уплощением в нижней части, кроме основного назначения так же создаёт дополнительную небольшую подъёмную силу. На БПЛА расположены 2 подвижные турели с видеокамерами — в носовой части и в средней части под фюзеляжем. Первая предназначена для управления БПЛА, вторая выполняет основную видеосъёмку местности. Полезный груз размещается под фюзеляжем.

## Технические характеристики
Источник данных: Официальный сайт корпорации «Иркут»

Технические характеристики
- Экипаж: беспилотный, обслуживающий персонал 4-5 человек
- Пассажировместимость: -
- Грузоподъёмность: 50 кг
- Длина: 4,53 м
- Размах крыла: 5,34 м
- Высота: 1,68 м
- Масса пустого: 90 кг
- Максимальная взлётная масса: 200 кг
- Масса топлива во внутренних баках: 60 кг
- Силовая установка: 1 ×

Лётные характеристики
- Максимальная скорость: 210 км/ч
- Крейсерская скорость: 140 км/ч
- Боевой радиус: 200 км
- Практический потолок: 5000 м
- Длина разбега: 250 м
- Длина пробега: 250 м

## Сравнение с аналогами
|                             | Форпост | Дозор-600                                                                                      | Иркут-200                    |
| --------------------------- | --- | ---------------------------------------------------------------------------------------------- | ---------------------------- |
| Дальность, км               | 250 | 3700                                                                                           | 200                          |
| Продолжительность полёта, ч | 15-18 | 24                                                                                             | 12                           |
| Крейсерская скорость, км/ч  | 196 | 120-150                                                                                        | 140                          |
| Практический потолок, м     | 6100 | 7100                                                                                           | 5000                         |
| Двигатель                   | Limbach L 550 | Rotax 914                                                                                      |                              |
| Полезная нагрузка           | гиростабилизированная ТВ-камера кругового обзора, РЛС с синтезированной апертурой EL/M-2055, фотоаппаратура, лазерный целеуказатель, средства РЭБ | ТВ-камера, фотоаппаратура, РЛС поиска цели или с синтезированной апертурой, лазерный дальномер | видеокамеры, РЛС поиска цели |